# Харрис, Кадим
Кадим Раймонд Матурин-Харрис (англ. Kadeem Raymond Mathurin-Harris; род. 8 июня 1993, Вестминстер, Большой Лондон) — английский футболист, нападающий клуба «Шанлыурфаспор».

## Карьера
Кадим Харрис является воспитанником «Уиком Уондерерс». За клуб дебютировал в матче против «Йовил Таун». Всего за «Уиком Уондерерс» Кадим Харрис сыграл 26 матчей. 30 января 2012 года перешёл в «Кардифф Сити». За клуб дебютировал в матче против «Маклсфилд Таун» в Кубке Англии.
В 2013 году был отдан в аренду в «Брентфорд». За клуб дебютировал в матче против «Колчестер Юнайтед», где тут же забил свой первый гол. Всего за «Брентфорд» Кадим Харрис сыграл 11 матчей, где забил гол. Свой первый гол за «Кардифф Сити» забил в ворота всё того же «Брентфорда».
В 2015 году был отдан в аренду в «Барнсли». За клуб дебютировал в матче против «Брэдфорда». Всего за «Барнсли» Кадим Харрис сыграл 13 матчей. Всего за «Кардифф Сити» Харрис сыграл 79 матчей, в том числе 13 матчей в английской Премьер-лиге, где забил 7 мячей и отдал 6 голевых передач.
В 2019 году перешёл в «Шеффилд Уэнсдей». За клуб дебютировал в матче против «Рединга», где тут же забил гол. Всего за два сезона за «Шеффилд Уэнсдей» Кадим Харрис сыграл 88 матчей, где забил 3 гола и отдал 9 голевых передач.
20 сентября перешёл в «Металлист». За клуб дебютировал в матче против «Десны», в этой же игре он забил свой дебютный гол.
30 марта был отдан в аренду в «Тузласпор». За клуб дебютировал в матче против футбольного клуба «Умраниеспор». В матче против «Денизлиспор» забил гол и получил две жёлтых карточки, а в матче против «Аданаспор» оформил дубль. Всего за клуб сыграл 6 матчей, где забил 3 мяча.
24 июля 2022 года подписал контракт с турецким «Самсунспором». Контракт рассчитан на 2 года. За клуб дебютировал в матче против «Алтая», где забил гол. Из-за травмы колена и дефицита тренировочной практики пропустил 63 дня.